# Терский город

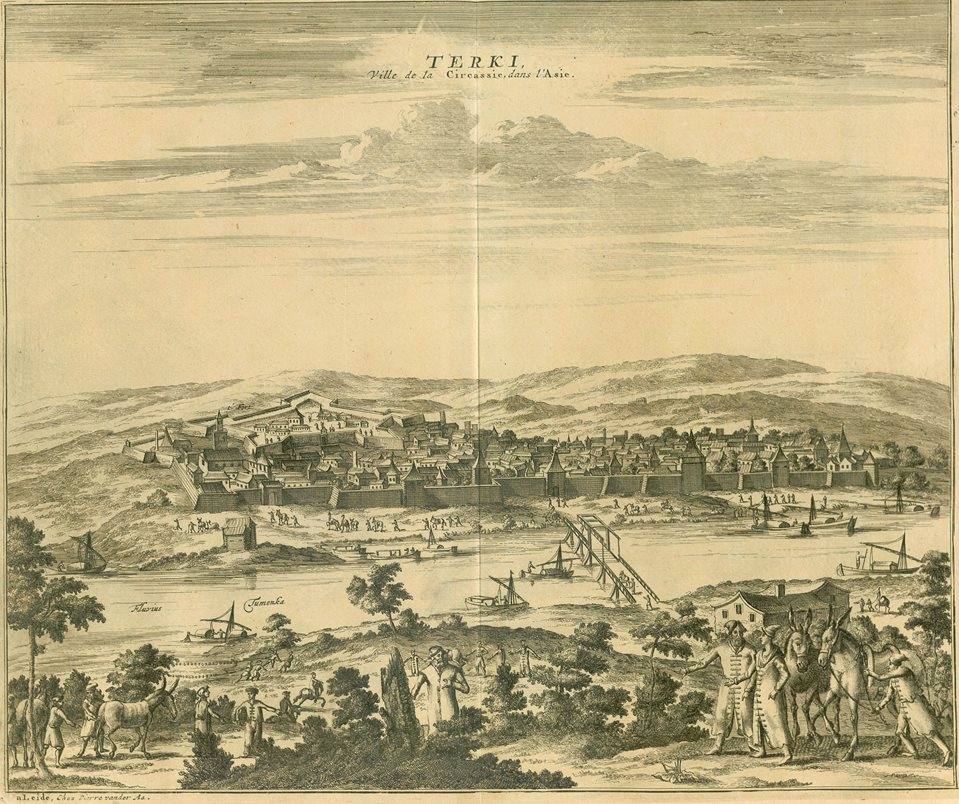
Терский город

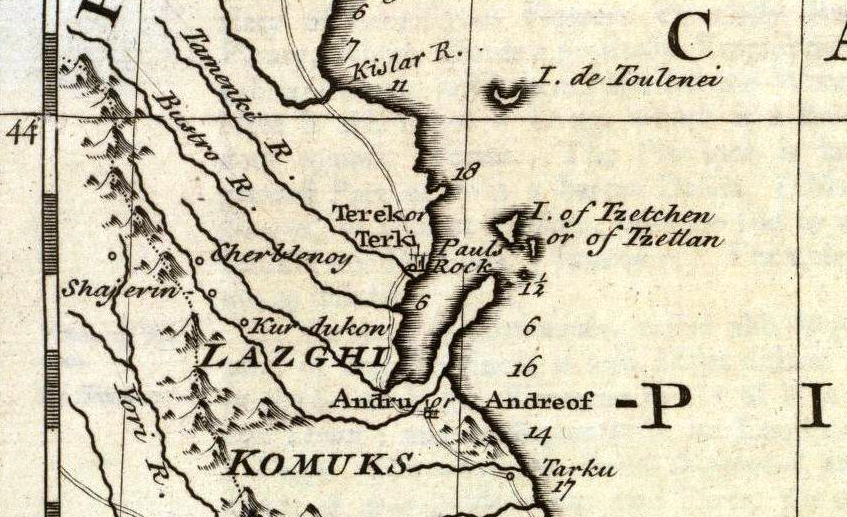
Терский город (Terek or Terki) на фрагменте карты Каспийского моря; картограф, карта составлена по воспоминаниям грузинского князя C.-C. Орбелиани, 1747 г., Лондон.

Те́рский город, Терка́, Терки́ (изнач. Тюменский острог, в финале существования Терский редут, иногда в поздн. источн. Терско́й город, Терек) — русское поселение-крепость (острог → город → редут) на Северном Кавказе в XVI—XVIII веках. Первоначально было возведено в устье Сунжи на землях Тюменского ханства, несколько раз сносилось, восстанавливалось и переносилось. Как город сформировалось в дельте Терека на исчезнувшей ныне речке Тюменке — территория, соответствующая современному северо-восточному Дагестану (Кизлярский район, левобережье русла Старого Терека к северо-востоку от Кизляра).
Терский город являлся оплотом экспансии Русского государства на Северном Кавказе и Западном Прикаспии, его местоположение делало его важным военно-стратегическим пунктом на южных окраинах страны. Административно он относился к Астраханскому краю, имел своего воеводу, который, в свою очередь, подчинялся астраханскому воеводе. В период расцвета (XVII век — первые годы XVIII века) город был вторым после Астрахани по величине и значимости в крае, сюда сходились многие торговые пути. Образованная в 1602 году на этих землях православная епархия именовалась до 1723 года «Астраханской и Терской». В первые годы XVIII века успешное развитие Терского города было прервано в результате набега Малых Ногаев (старорусск. «кубанских татар») и последовавших за этим правительственных мер. Город превратился в чисто военное поселение, которое вскоре было оставлено.

## Название и история
Название города связано с рекой, в долине которой он находился, — Терек (старорусск. Терка), отсюда и Терский/Терской город. Согласно географу-топонимисту Э. М. Мурзаеву, название реки произошло из тюркского языка, где терек — это «тополь», и полностью река именовалась Терексу — «Тополиная река». Однако существуют и другие гипотезы: например, лингвист А. В. Суперанская считает, что в основе гидронима лежит древнетюркское (хунно-булгарское) терек — «река» (см. раздел «Название» в статье о реке Терек).
Путешественник Челеби в XVII в. писал о том, что «в древние времена то была маленькая крепость, принадлежащая кумыкам», построенная «Ануширваном», а «впоследствии ее захватили прибывшие на кораблях московиты». Генерал Дебу в начале XIX в. называл Терки «Дагестанской крепостью… построенной татарами». Шидловский в своих записках 1843 года писал, что Терки были построены на месте уже существовавшего «кумыкского городка Терки» и «насёлен прежде был кумыками», и другими. В другом источнике также приводится сообщение об кумыкском городке Терки с деревянными стенами и башнями.
Изначально Терки были отстроены как острог и иногда именовались Терским острогом. После переноса острога в дельту Терека — в район прикаспийской Тюмени на реку Тюменку — поселение какое-то время могли называть Тюменским острогом. Но обычно в источниках Терки именовались Терским городом или, иногда, городком. У некоторых поздних авторов встречается написание не Терский, а Терской город, или даже просто Терек. Согласно ЭСБЕ, на 10-вер. карте Кавказского края он значится под именем «быв. креп. Трёхвальный городок Терской». Указанная в ЭСБЕ характеристика города, присутствующая в названии, — «трёхвальный», — встречается и у российского военного историка В. А. Потто, но несколько в другом виде — «трёхстенный». В финале своего существования, когда город фактически превратился в заселённое укрепление-редут, его стали называть Терским редутом.
Иногда в справочной и документальной литературе XX—XXI веков, говоря о Терском городе, авторы ошибочно называют его Тарка/Тарки — очевидно, путая с кумыкским городом Тарки. Подобная ошибка/опечатка имеется в «Советской Военной Энциклопедии» 1977 года в статье о гребенских казаках.

## Регион и политическая ситуация
В середине XVI в. Русское государство добилось значительных военных успехов на Волге, завоевав территории Казанского и Астраханского ханств. На юге захваченных земель, в царствование Ивана Грозного, был основан важный военно-стратегический пункт — Терки, через который русское правительство следило за обстановкой на Северном Кавказе и укрепляло здесь своё влияние. Эти события, а также активизация в Западном Прикаспии казаков вызвали противодействие мусульманских стран региона:
Восточные историки говорят о паническом страхе, обуявшем мусульман каспийского побережья, когда они узнали о падении Казани и Астрахани. Связанные близкими сношениями с этими странами, они с минуты на минуту ожидали собственной гибели — и были правы. Если уже казацкие атаманы распоряжались тогда как хотели по всему каспийскому побережью, то для московского царя не было бы слишком мудрёным делом покорить расположенные на нём мусульманские царства.Российский генерал-лейтенант, военный историк В. А. Потто
В XVI—XVIII вв. значительное влияние на все города Астраханского края оказывал факт их местоположения на границах Русского государства. Сами границы края в тот период не были чётко установлены, и часто здесь могли проживать/кочевать народы и народности, являвшиеся подданными (или находившиеся под некоторым влиянием) различных государств — Русского царства (позднее Российской империи), Ирана/Персии или Османской империи/Турции и её союзника Крымского ханства. Постоянные вооружённые конфликты в регионе вынуждали оседлых жителей строить в поселениях мощные укрепления и содержать значительные гарнизоны.
В районе Терков сложилась особенно неблагоприятная обстановка в связи с определёнными геополитическими интересами Высокой Порты, которая в тот период активно противодействовала экспансии Русского государства на Северном Кавказе и, в частности, в Западном Прикаспии. За всё время существования Терков Турция постоянно настраивала против русских переселенцев местные народности и организовывала нападения на них отдельных кабардинских владельцев и ногайских мурз. К юго-востоку от Терков располагались не всегда дружественные кумыкские княжества (напр. Тарковское шамхальство, Эндирейское ханство и др.), которые в течение определённого времени были подданными персидских шахиншахов (династия Сефевидов и др.), с которыми у самого Русского государства периодически возникали конфликты: в 1651—1653 гг., в 1722—1723 гг. и прочие.

## Общее описание

### Расположение
Точное местоположение Терков сейчас не установлено, современные исследователи предполагают, что они переносились несколько раз и именно как город сформировались в дельте Терека. Все здешние земли именовались по названию этой реки — Терскими; это название носили и близлежащие горы, называемые Терковскими. Со временем эти земли закрепились за казаками — гребенскими и, также именуемыми по реке — терскими. Несколькими столетиями позднее, в 1860 году, российским правительством здесь была образована административная единица — Терская область, к которой в 1866-68 годах была присоединена северная часть дельты Терека, где когда-то располагался Терский город.
Терки 1, 2. Вероятно, первый Терский острог (1567 год) был построен русскими на левом берегу Терека, напротив впадения в него Сунжи. После его сноса, там же, повторно мог быть возведён второй острог (1578 год). Основанием для такого предположения современным исследователям служит сообщение в «Книге Большому Чертежу»: «А против устья реки Сунши, на другой стороне Терка, острог.». Но несмотря на то, что это указание кажется довольно точным, сопоставление с другими источниками заставляет ряд историков сомневаться в правильности его буквального понимания.
Советский кавказовед Е. Н. Кушева в своём труде «Народы Северного Кавказа и их связи с Россией» подробно рассмотрела этот вопрос и выдвинула альтернативную гипотезу местоположения Терки 1 и 2. Сначала она привела сообщение о выборе места для Сунженского острога 1651 года, который возник здесь позднее — после переноса Терского острога в дельту Терека. В этом сообщении говорится о возможности поставить острог в двух местах: «на Сунше реке на устье, где впала Сунша в Терек реку, или на старом городище от устья Сунши реки в 10 верстах». Е. Н. Кушева предполагает, что под «старым городищем» имеется в виду Сунженский острог 1590—1605 годов. Обратившись к документам того времени, она приводит ряд ссылок на «старое городище на Сунше», на «Суншино городище, где стоят ис Терского города головы в остроге». По мнению исследовательницы, Сунженский острог 1590—1605 годов, в свою очередь, был построен на месте Терских острогов 1567 и 1578 годов. Из этих материалов она сделала вывод, что Терки 1 и 2 находились не в устье Сунжи, а около 10,6 км от него. Сохранилось пространное описание этого места: при устье Сунжи «между двух вод» «на Касыке, где Сунша с Тереком сошлась».
Подтверждением локализации острога по Е. Н. Кушевой является карта Г. Герритса 1613 года, который использовал для её создания карту Фёдора II Годунова. На карте имеется острог Sunsa/Zunsa, и находится он действительно не на левом берегу Терека, а на левой стороне Сунжи.
Терки 3. Согласно ЭСБЕ, Терский город после переноса в дельту Терека располагался на левобережье русла Старого Терека к северо-востоку от Кизляра (совр. Кизлярский район Дагестана). Несмотря на примерно верные ориентиры, в ЭСБЕ привязка к географическим объектам была осуществлена несколько позже, так как Кизляр возник после постройки Терков, а русло так называемого Старого Терека в XVII в. не существовало. Главный транзитный рукав Терека в его дельте «гулял», и новый рукав образовывался примерно каждые 60-70 лет, при этом старый, как правило, отмирал. «Кущение» происходило в районе современной станицы Каргалинской. В новейшее время, в XX веке, для предотвращения этого процесса были организованы специальные воднохозяйственные работы. На сегодняшний день имеются две версии возникновения Терков в дельте: 1) на месте прикаспийского города Тюмень (местоположение тоже неизвестно), который впоследствии был переименован в Терский город; 2) неподалеку от Тюмени, вероятно, на противоположном берегу от неё (через реку Тюменку — проток Терека).
Терки 4. Отстроен неподалёку от оставленного Терки 3, на т. н. «Копани» — участке дельты, где были начаты, а потом заброшены работы по устройству канала, который должен был направлять русло реки Терек к городу.

### Население
Терки, как и Астрахань, были в Астраханском крае городами с наиболее пёстрым национальным составом. В середине XVII в. в пригородах Терского города жило семьдесят семей кабардинских узденей, много купцов (русских, армянских, азербайджанских, персидских) и ремесленников. Северокавказская знать переселялась в Терки вместе со своими людьми, принимая подданство русского царя. В Терках имел свой дом влиятельный кабардинский владелец — Муцал Сунчалеевич Черкасский, который с 1645 г. по царскому указу стал князем над нерусским населением Терского города.

## История
Гребенские казаки и Терский острог.
Российский генерал-лейтенант и военный историк В. А. Потто, в своём труде «Кавказская война», приводит предание о стариках гребенских казаков, приезжавших в Москву и допущенных к царю Ивану Грозному, который уговаривал их жить в мире и обещал «пожаловать Тереком». Также историк сообщает, что Терский острог в устье Сунжи якобы был передан Иваном Грозным гребенцам, и царь наказал им «служить свою службу государскую и беречи свою вотчину кабардинскую».
В XVI веке Русское государство захватило Астраханское ханство и продолжило свою экспансию далее — на Северный Кавказ. Здесь одним из основных геополитических противников Москвы стала Османская империя со своим вассалом — Крымским ханством. После ирано-турецкой войны 1514—1555 годов Высокая Порта имела в Западном Прикаспии союзника — Тарковское шамхальство, через которое она пыталась усилить своё влияние в регионе. В конфликте шамхала с Кабардой (в старорусск. источниках «Черкасская земля») правительство царя Ивана IV начало активно поддерживать кабардинцев (в старорусск. источниках «пятигорских черкас»), которые периодически страдали от набегов крымских татар, что способствовало их союзу с русскими. Помимо прочих причин, благодаря этому союзу через кабардинскую территорию Москва осуществляла контакты со своим новым союзником — единоверной Грузией.

### В устье Сунжи
В период экспансии русских на Северный Кавказ Кабарда не являлась однородным государственным образованием, и Ивану IV пришлось вмешаться в её внутренние дела, чтобы обеспечить здесь власть одного правителя — Москва оказала содействие партии князь-валия Темрюка Идаровича. В декабре 1566 года он, через своего сына Матлова/Мазлова, отправленного посланцем в Москву, просит поставить русского царя крепость «на Терке реке усть Сююичи реки [в устье Сунжи]» «для брежениа от недругов его».

#### Терки 1
Весной 1567 года из Москвы на Северный Кавказ отправляются воеводы, посланные для «городового дела» — князь А. С. Бабичев и П. Протасьев. Шли они на судах по Волге «со многими людьми, да и наряд, пушки и пищали». В этом же году на Тереке, в районе впадения в него реки Сунжи, русскими был построен острог. По крымским свидетельствам, русским правительством было прислано людей «тысячи две-три». Установление тесных связей между Русским государством и Кабардой, а также постройка русскими города на Северном Кавказе, вероятно, вынудили Тарковское шамхальство искать с ними союза, и в этом же году от шамхала было прислано посольство в Москву «с великими поминки [подарками]», в числе которых имелся живой слон. Тюменский князь Токлуй сообщал в Крым, будто шамхал бил челом Ивану Грозному, «что хочет быти в его воле».
10 февраля 1571 года по решению боярской думы из Москвы к османскому султану Селиму II был отправлен гонец А. Ищеин-Кузминский. Вёз он грамоту царя Ивана IV, в которой тот писал, что показал «братцкие любви знамя», велел снести город «с Терки реки из Кабардинской земли», вывести из него людей в Астрахань и «отперети дорогу» «всяким проезжим людям». Но не успел ещё гонец добраться до Константинополя, как ситуация кардинально изменилась — крымский хан Девлет I Герай осуществил свой знаменитый поход, закончившийся сожжением Москвы. После этого Иван IV был уже формально согласен на сдачу Астрахани, однако, оправившись от поражения, начал вести переговоры о том, чтобы хан «прошенье о Казани и Астрахани оставил». Блестящая победа русских в 1572 году в битве при Молодях снова изменила политическую ситуацию уже в пользу Русского государства.
В 1571 или 1572 годах, несмотря на победу в битве при Молодях, Терский острог был оставлен под давлением Османской империи. Однако ситуация от этого не изменилась — на месте Терского острога продолжали селиться казаки. По сообщению историка В. А. Потто, «… место, где она стояла [Терская крепость], продолжало служить постоянным притоном бродяг и удальцов, селившихся здесь без ведома царя и занимавшихся разбоями. Впоследствии они испросили себе прощение Ивана Грозного и, присоединившись к Терскому войску, обязались охранять наши пограничные владения».

#### Терки 2
Весной 1578 года в Москву из Кабарды снова прибыло большое посольство, возглавлял его брат Темрюка Идаровича — князь-валий Камбулат Идарович (Черкасский), также приехали Казый Пшеапшоков (Кайтукин) и Созоруко Тапсоруков (Таусалтанов). Они били челом от всех кабардинцев и просили поставить город «на Терке реке, на усть Сунцы-реки [то есть в устье Сунжи]», для обороны «от крымского царя и от иных недругов их». После шертования послов Камбулату Идаровичу была дана жалованная грамота, а в Кабарду отправлен воеводою Л. З. Новосильцев «со многими людьми и с вогненным боем» и с плотниками. Согласно современным исследователям, в том же 1578 году острог был построен. В «Хрониках гвардейских казачьих частей помещённых в книге Императорской гвардии» 1912 года, сообщается другая дата основания этого поселения-крепости — 1577 г., согласно «Хроникам …» к этой дате даже приурочено старшинство Терского казачьего войска.
Во время ирано-турецкой войны 1578—1590 гг. через Терек проходил на Ширван крымский калга Адиль Герай, который вынужден был просить у Л. З. Новосильцева дороги, чтобы «Сеунчю реку [то есть Сунжу] от терских казаков перелести здорово».
В 1579 году острог снова был оставлен. В последующие годы острог в устье Сунжи строился русскими ещё несколько раз, но после переноса Терков в дельту реки Терек здешний острог принято называть «Сунженским» (см. Сунженский острог).
Альтернативные версии основания Терки.
1. Согласно историку В. А. Потто, Терский город в дельте Терека, якобы, был основан гребенскими казаками. В подтверждение им приводится старинное предание: «… три атамана донских и волжских казаков, навлекших на себя царскую опалу, в 1579 году совещались в низовье Волги, куда им укрыться от царского гнева. Старший из них, Ермак Тимофеевич, потянул на север…, остальное казачество выплыло в море и, разбившись на два товарищества, направилось к Яику, а большинство — к тому же Тереку, в глухое приволье тюменского владения, где с давнейших пор заведён был разбойничий притон для всех воровских казаков. Там они остановились и построили свой трёхстенный городок, названный Терки, куда и стали собирать к себе кабардинцев, чеченцев, кумыков и даже черкесов. Разноплемённая смесь всех этих элементов впоследствии и образовала из себя правильное Терское войско».
2. Согласно ЭСБЕ, Терки были основаны волжскими казаками в 1573 г., а в 1646 г. были сильно укреплены.

### В дельте Терека

#### Терки 3
В 1588 году, в период правления царя Фёдора I Иоанновича, в дельте Терека на его протоке — реке Тюменке, русскими был основан острог, ставший впоследствии городом. Одной из причин строительства историки называют обращения, которые русские правители получали от князей Кабарды и Грузии, искавших у Русского государства защиты от Турции. В известных сегодняшней науке источниках имеются две версии основания Терки 3 (см. раздел «Расположение»). У российского исследователя Ф. И. Соймонова, в «Описании Каспийского моря», упоминаются сразу обе версии — сначала вариант с переименованием прикаспийского города Тюмени, а ниже он сообщает, что после завоевания Русским государством Астраханского ханства город Тюмень был заселён российскими жителями, а «… за рекою против города [Тюмени] построили новой город, Терки наречённый». Возможная, современная локализация, урочище Трёхстенный Вал в 2,5 км к северо-западу от кутана колхоза им. М.Гаджиева.

#### Терки 4
В 1669 году из-за «потопления города морскою водою» Терки были перенесены на другой участок дельты Терека, неподалёку от старого местоположения. В 1708 году в результате неожиданного набега ногайцев Малой Орды (в русских источниках «кубанские татары») Терки были разграблены и сожжены. Во время этого нападения городу был нанесён огромный ущерб, после которого он уже не смог восстановиться. Как сообщал терский священник Ф. Яковлев:
За полтора часу до свету пришли на город Терек неприятельские люди и город Терек — жильё всё и церкви выжгли и разорили и всякую церковную утварь, ризы и книги, всё побрали без остатку… московских стрельцов жён и детей, неприятельские люди многих побрали в плен, а которые остальные ушли было в Кремль, и те стрелецкие жёны и дети многие з голоду померли… а достальные уехали в Астрахань.Из челобитной Ф. Яковлева к митрополиту с просьбой о переводе его в другое место
Возможная, современная локализация, левобережье Крайновского канала, в 6,5 км к северо-востоку от станицы Александрийской

#### Терки 5
Во время Персидского похода Пётр I перенёс пограничную казачью линию дальше на Юг — с реки Терека на реку Сулак; при этом большая часть гарнизона и жителей города Терки в 1724 году была переведена в крепость Святого Креста на Сулаке. Терки же был обращён в небольшой редут на 200 человек и вскоре после этого оставлен. Валы укрепления существовали до конца XVIII века.

В 1735 году Россия, по договору с Персией, оставила территории между Тереком и Сулаком и пограничная линия вновь вернулась на Терек. Однако город Терки не был восстановлен, а центром оборонительной линии стал построенный в том же году Кизляр.

## Администрация и гарнизон
Захваченные Русским государством земли Астраханского ханства — Астраханский край — поступили в XVI в. в ведение Приказа Казанского дворца, а с XVII в. — Посольского приказа. Основанный на юге Астраханского края Терский город имел своего воеводу, но в административном отношении все города края подчинялись астраханскому воеводе во всех областях управления. Воеводы Терков часто вмешивались в междоусобицы соседних с городом владельцев, осуществляя политику Посольского приказа по ослаблению северокавказских этнических и родовых объединений. По челобитным от различных князей и мурз воеводы давали вооружённые отряды с «вогненным боем» тем группировкам, которые считали «прибыльнее» «для государева дела». Обещание военной помощи было одним из способов привлечения различных местных правителей на свою сторону. Иногда терским воеводам давались указания поддерживать мир между враждующими сторонами, при условии их верности, обеспеченной выдачей аманатов. В других случаях категорически требовалось «однолично промышлять неоплошно», чтобы не дать врагам «помиритца и в соединении быти».
По описанию немецкого путешественника Адама Олеария, в середине XVII в. гарнизон Терков состоял «из 2000 человек, которые находятся под наблюдением воеводы и полковника. В городе находятся три приказа, или канцелярии, и каждой из них подчинены 500 стрельцов. Князь Мусал имеет в своём придворном штате ещё 500 человек, которые в случае необходимости должны действовать заодно с остальными».
| Список терских воевод | Список терских воевод               |
| --------------------- | ----------------------------------- |
| Острог в устье Сунжи  |                                     |
| 1577—1578 гг.         | Л. З. Новосильцев                   |
| Город в дельте Терека |                                     |
| 1589 г.               | А. И. Хворостинин (прозв. «Старко») |
| 1590—1596 гг.         | В. Д. Хилков                        |
| 1595—1598 гг.         | Г. И. Долгоруков                    |
| 1598—1601 гг.         | В. И. Бахтеяров-Ростовский          |
| 1601—1602 гг.         | А. Д. Хилков                        |
| 1602—1603 гг.         | В. В. Кольцов-Масальский            |
| 1613—?                | П. П. Головин                       |
| ?—1616—? гг.          | П. Ф. Приклонский                   |
| 1645—1650 гг.         | В. А. Оболенский                    |
| 1697 г.               | М. А. Волконский                    |
| 1698 г.               | М. И. Зорында                       |

## Хозяйство и торговля
Удачное местоположение на скрещении многих степных и горных дорог делало Терский город важным торговым пунктом на юге Русского государства. Купцы провозили через Терки свои товары на юг — в Дагестан, Иран/Персию и страны Закавказья, на запад — к Черноморскому побережью, на северо-запад — к Азову и на Дон, на северо-восток — к Астрахани. В период существования Терков условия торговли на Северном Кавказе фактически ещё являлись средневековыми. Например купцам, направлявшимся на юг — по так называемой «Дагестанской дороге», из Астрахани через Терки и далее в Дербент, приходилось платить пошлины всем владельцам, через земли которых они путешествовали. В 1630-х гг. на этом направлении поборы брали: в Тарках шамхал Ильдар ибн Сурхай (Тарковское шамхальство), несколько южнее — буйнакский владелец Бий-Багомат, в Кайтагской земле уцмий Рустем-хан, а также претендовал на поборы его брат — Чукук (Кайтагское уцмийство). Пошлины взимались с купцов не только согласно предварительным договорённостям, но и «лишнее».